# Brettus celebensis
Brettus celebensis là một loài nhện trong họ Salticidae.
Loài này thuộc chi Brettus. Brettus celebensis được Anna Maria Sibylla Merian miêu tả năm 1911.